# Сьвентошувка
Сьвентошувка (пол. Świętoszówka) — село в Польщі, у гміні Ясениця Бельського повіту Сілезького воєводства.
Населення — 635 осіб (2011).
У 1975-1998 роках село належало до Бельського воєводства.

## Демографія
Демографічна структура станом на 31 березня 2011 року:
|          | Загалом | Допрацездатний вік | Працездатний вік | Постпрацездатний вік |
| -------- | ------- | ------------------ | ---------------- | -------------------- |
| Чоловіки | 313     | 68                 | 211              | 34                   |
| Жінки    | 322     | 58                 | 198              | 66                   |
| Разом    | 635     | 126                | 409              | 100                  |